# Retreat, Texas
Retreat là một thị trấn thuộc quận Navarro, tiểu bang Texas, Hoa Kỳ. Năm 2010, dân số của thị trấn này là 377 người.

## Dân số
- Dân số năm 2000: 339 người.
- Dân số năm 2010: 377 người.